# Birgit Finnilä
Birgit Finnilä (Falkenberg, 20 gennaio 1931) è un contralto svedese.

## Biografia
Studiò presso la Royal Academy of Music di Londra. Fece il suo debutto operistico a Göteborg nel 1967.

## Repertorio
Sebbene abbia cantato prevalentemente repertorio concertistico, il suo repertorio d'opera include ruoli in The Rape of Lucretia di Benjamin Britten, Orfeo ed Euridice di Gluck, Flavio di Handel, L'anello del Nibelungo di Wagner, e Le nozze di Figaro di Mozart. Di quest'ultima opera esiste una ormai celebre registrazione per la EMI (1977) che vede la Finnilä nel ruolo di Marcellina, diretta da Daniel Barenboim, e assieme a Teresa Berganza e Dietrich Fischer-Dieskau nei ruoli principali. Un'altra celebre registrazione è quella del Parsifal di Wagner diretta da Georg Solti (1973), sebbene Finnilä sia conosciuta soprattutto come interprete mahleriana.